# Філіппо Сальвіаті

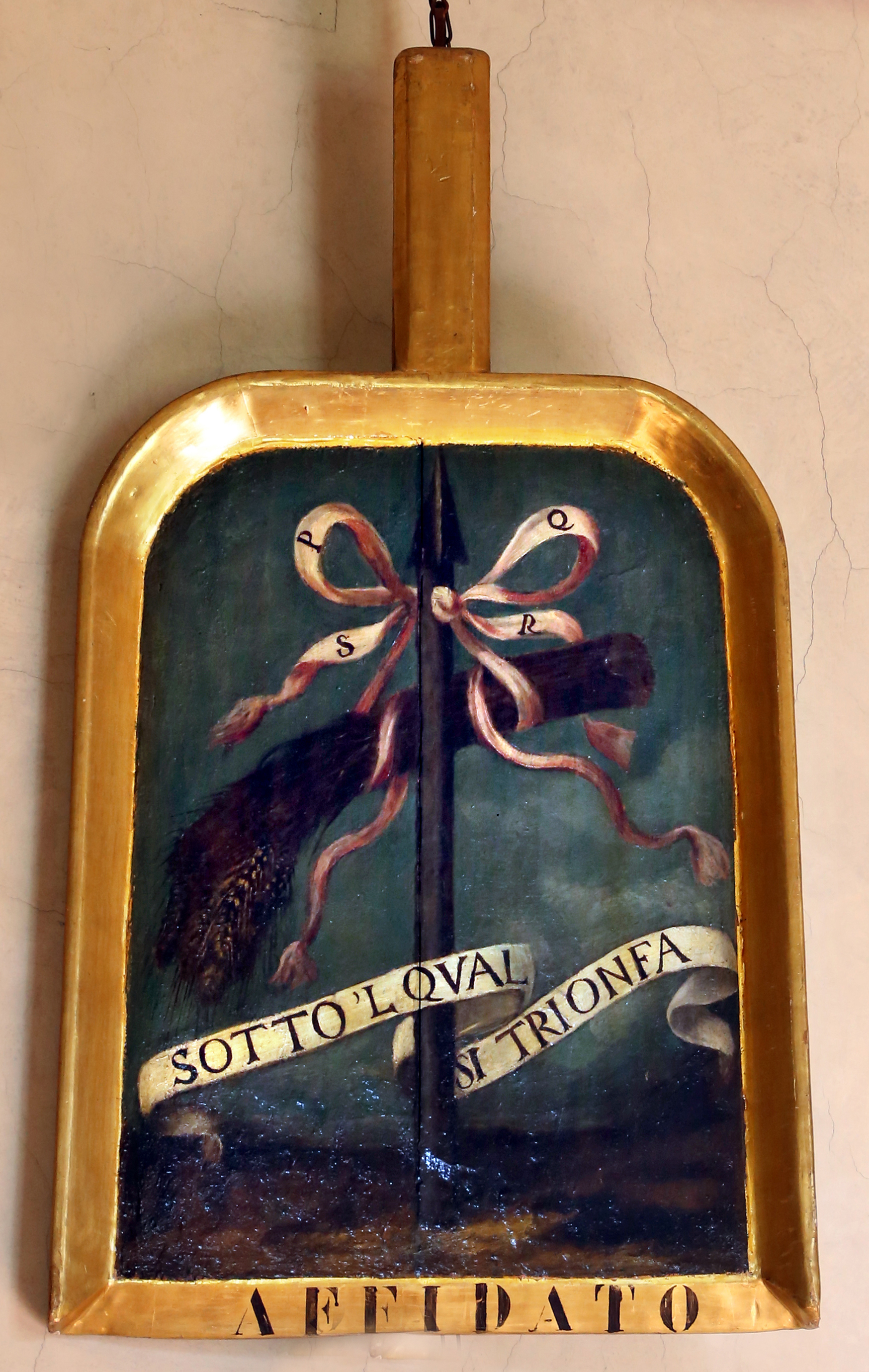
Урочиста лопата Accademia della Crusca, що належить «Affidato» (Філіппо Сальвіаті)

Філіппо Вінченцо Ромоло Сальвіаті (29 січня 1583, Флоренція) — 22 березня 1614, Барселона)) — італійський дворянин, вчений і друг Галілея . Сьогодні його пам'ятають головним чином тому, що він фігурує у праці Галілея « Діалог щодо двох головних світових систем» (1632).

## Походження та раннє життя
Сальвіаті був сином Аверардо ді Філіппо та Алессандра ді Джовамбаттіста Нерлі, які померли незабаром після його народження. Його родина була заможною і могутньою, пов'язана з великими герцогами Тоскани численними шлюбами; Козімо де Медічі, син Марії Сальвіаті, був двоюрідним братом його діда, сенатора Філіппо Сальвіаті, який, у свою чергу, був одружений з сестрою матки папи Льва XI .
Філіппо вивчав граматику, латинську мову, геометрію та математику, але справжньою його любов'ю були конярство, фехтування, полювання та плавання Він також любив музику та був досвідченим гравцем на кількох інструментах. У 1595 році, по смерті батька, він став учнем свого дядька Антоніо, який почав його повчати по справах родини. 5 вересня 1602 р. Він одружився з Ортенсією, дочкою Франческо Гвадагні та Лаури Бандіні; їхній шлюб був узгоджений та спонсорований великим князем та кардиналом Медичі. 28 серпня 1603 року народилася їхня єдина дочка Алессандра, яка померла 31 жовтня 1610 року.
При дворі Сальвіаті брав участь у урочистостях щодо весілля Марії де Медічі Марії Медічі з Генріхом IV Франції у 1600 році. У 1608 р. Він брав участь у підготовці святкових ігор для весілля принца Козимо з Марією Маддаленою з Австрії . У рамках цього, після макетного військово-морського бою під назвою Аргонавти нареченій було запропоновано дорогоцінні корисні копалини з алегоричної скелі Арно. Того ж року він був шапероном принца Франческо де Медічі (1594—1614) під час балетного спектаклю « Джостра де венти» .

## Інтелектуальний розвиток
З другої половини 1606 року Сальвіаті почав занурюватися в навчання: десять годин на день тримався подалі від інших людей і нехтував звичною діяльністю, купуючи багато книг. Він вперше удосконалив свої знання грецької та латинської мов через читання класики, спочатку під керівництвом Джуліо Лібрі, члена Accademia della Crusca з прізвиськом «Abburattato» («Просіяний»), Однак незабаром він відмовився від арістотелівських повчань і охопив погляди Коперника та нової натурфілософії.
Після тривалого періоду суперечок з дядьком він, нарешті, у 1610 році вирішив відмовитися від участі в сімейному бізнесі, щоб присвятити свій час «філософії природи» . 7 липня 1610 р. Сальвіаті сам став членом Accademia della Crusca (заснованого його предком Ліонардо Сальвіаті) з прізвиськом «Affidato» («Довірений»). Його церемоніальний членський лопать має зображення вістря римського списа, на якому висне пучок пшениці з девізом "sotto 'l qual si trionfa", взятий з рядка в Петрарки " s Canzone XLIX («O твердого щита для пригноблених народів / проти ударів смерті і фортун / під яким ми восторжествуємо») . Він сприяв успішному виходу Vocabolario degli Accademici della Crusca, як головний фінансист першого друку в 1612 році.

## Співпраця з Галілеєм
До 1610 р. в нього встановились тісні стосунки з Галілео Галілеєм. У липні 1611 р. резиденцію Сальвіаті у Флоренції було обрано місцем експериментального змагання між Галілео та прибічником арістотелівських поглядів Лодовико деллом Коломбе з фізики плаваючих тіл. З січня 1611 р. Сальвіаті довгий час приймав Галілея у своїй віллі Ле Сельве в Ластра а Синья де Галілей продовжував свої спостереження над " планетами Медікея " і розробляв свої теорії про сонячні плями. Це призвело до написання трьох відомих листів Маркусу Вельсеру (Letters on Sunspots, 1613). По мірі розвитку їхніх стосунків Галілей спонсорував і підтримував членство Сальвіаті в Академії де Лінсей у вересні 1612 року. У 1617 р. Федеріко Чезі, засновник «Лінчей», одружився з кузеною Сальвіати Ізабеллою.

## Ворожнеча з Медічі
У той же час, коли Сальвіаті допомагав Галілею, він виявився залученим до незвичайної суперечки з деякими членами родини Медічі. 26 квітня карета дона Бернардетто де Медічі брала участь у процесії, організованій за рангом на Віа Романа, коли її випередила безіменна карета. Пізніше з'ясувалося, що це була карета Сальвіаті, хоча він не був присутній, і в ній були його друзі. Медичі відповіли, відправивши своїх слуг переслідувати карету та ображати пасажирів на громадській вулиці погрозами побиття. Образа посилилася наступного дня, коли та ж група, знову без Сальвіаті, загрожувала персоналу брата Бернардетто, абата Оттавіано де Медічі. Дон Оттавіано був серйозно ображений, і це спричинило давню злобу проти Сальвіаті. Незважаючи на втручання багатьох впливових посередників, питання не могло бути вирішено задовільним чином.
У листопаді 1611 р. Сам великий князь намагався примирити сторони, але, пробившись до узгодженої зустрічі, Сальвіаті був атакований та поранений людьми дона Оттавіано. 2 січня 1612 р. Великому князю вдалося нарешті домовитись миру, встановивши вічне мовчання щодо цього питання обом сторонам. Сальвіаті негайно поїхав у Ле-Сельве з Галілео. Бердардетто та Оттавіано де Медічі, невдоволені домовленим перемир'ям, замовили вбивство Сальвіаті, відправивши вбивць з Неапольського королівства. Їхній план було виявлено, і Сальвіаті наказав розмістити решітки на вікнах Ле Сельве.
У 1613 р. До Священного відомства надійшла скарга на Сальвіаті. Можливо, будучі попередженим, 23 жовтня 1613 року Сальвіаті раптово покинув Флоренцію, не повертаючись ніколи. Він подорожував північною Італією, зустрічаючись з ученими та впливовими людьми, розповідаючи їм про відкриття Галілея. У листопаді він був у Венеціанській республіці, де познайомився з Чезаре Кремоніні, а в грудні — Генуї, де познайомився з Джованні Баттістою Баліані .

## Смерть та спадщина
Відправивших у січні 1614 р. до Іспанії, Сальвіаті помер від нападу астми в Барселоні 22 березня 1614 року. Він був похований тимчасово в монастирі святого Франциска до 15 травня, коли його тіло було повернуто до Флоренції та поховано в сімейній каплиці в С. Марко. Нікколо Аррігетті виголосив свою похоронну орацію; у Римі Федеріко Чезі віддав йому урочисту шану та замовив його біографію у Джоссе Де Рікке, який склав лише вірш і епфтафію.
Через багато років після смерті свого друга Галілей відтворив його як персонажа у своєму Діалозі про дві головні світові системи (1632), а також у пізніших дискурсах та математичних демонстраціях, що стосуються двох нових наук (1638). У цих роботах Персонаж Сальвіаті — це експерт, коперниканський математик, якого Галілей використовує, щоб аргументувати суперечливі чи потенційно єретичні погляди, і в кінцевому рахунку виграти спір
В Падуї стоїть його статуя.